# Stefan Halvardsson
Stefan Halvardsson, född 1969, är en svensk radioman som är programchef för Rix FM och tidigare stationschef för Radio1. Han har även arbetat på NRJ, Power Hit Radio och varit programledare för Lugna Favoriter.